# Kanton Saint-Félicien
Saint-Félicien is een voormalig kanton van het Franse departement Ardèche. Het kanton maakte deel uit van het arrondissement Tournon-sur-Rhône. Het werd opgeheven bij decreet van 13 februari 2014 met uitwerking op 22 maart 2015. Alle gemeenten werden opgenomen in het kanton Lamastre, dat in 2016 werd gewijzigd in kanton Haut-Vivarais.

## Gemeenten

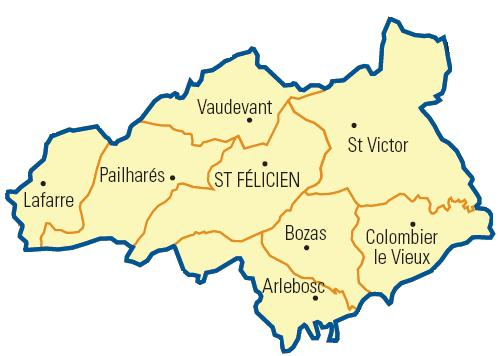
Ligging van gemeenten in het kanton

Het kanton Saint-Félicien omvatte de volgende gemeenten:
- Arlebosc
- Bozas
- Colombier-le-Vieux
- Lafarre
- Pailharès
- Saint-Félicien (hoofdplaats)
- Saint-Victor
- Vaudevant